# Dunaiivți
Dunaiivți (în ucraineană Дунаївці) este o așezare de tip urban din raionul Dunaiivți, regiunea Hmelnîțkîi, Ucraina. În afara localității principale, nu cuprinde și alte sate.

## Demografie
Componența lingvistică a așezării de tip urban Dunaiivți
     Ucraineană (98,66%)
     Rusă (1,13%)
     Alte limbi (0,18%)
Conform recensământului din 2001, majoritatea populației așezării de tip urban Dunaiivți era vorbitoare de ucraineană (98,66%), existând în minoritate și vorbitori de rusă (1,13%).

## Personalități născute aici
- Nichifor Grigoriev (1884 - 1919), lider militar ucrainean.